# Championnat du Guatemala de football 1982
Navigation
Saison précédente Saison suivante
La Liga Nacional 1982 est la trente-et-unième édition de la première division guatémaltèque.
Lors de ce tournoi, le CSD Comunicaciones a conservé son titre de champion du Guatemala face aux onze meilleurs clubs guatémaltèques.
Chacun des douze clubs participant était confronté deux fois aux onze autres équipes. Puis les huit meilleurs et les quatre derniers se sont affrontés deux fois et quatre fois de plus lors de la seconde phase du championnat. Enfin le leader de la première et de la seconde phase finale se sont affrontés en fin de saison pour désigner le champion.
Seulement deux places étaient qualificatives pour la Coupe des champions de la CONCACAF et trois pour la Coupe de la Fraternité.

## Les 12 clubs participants
| \| Guatemala: Aurora FC CSD Comunicaciones CSD Municipal Antigua GFC Guatemala Cobán Imperial Guatemala Finanzas Industriales CSD Galcasa CD Jalapa Guatemala /0 Juventud Retalteca Dep. Suchitepéquez Xelaju MC \| Localisation des clubs engagés dans le championnat. |
| Guatemala: Aurora FC CSD Comunicaciones CSD Municipal Antigua GFC Guatemala Cobán Imperial Guatemala Finanzas Industriales CSD Galcasa CD Jalapa Guatemala /0 Juventud Retalteca Dep. Suchitepéquez Xelaju MC                                                           |

Ce tableau présente les douze équipes qualifiées pour disputer le championnat 1982. On y trouve le nom des clubs, le nom des stades dans lesquels ils évoluent ainsi que la capacité et la localisation de ces derniers.
| Club                    | Stade                            | Capacité          | Ville             |
| Antigua GFC             | Stade Pensativo                  | 10 000            | Antigua Guatemala |
| Aurora FC               | Stade de l'Ejército              | 13 300            | Guatemala City    |
| Cobán Imperial          | Stade Verapaz                    | 15 000            | Cobán             |
| CSD Comunicaciones      | Stade Mateo Flores               | 30 000            | Guatemala City    |
| Finanzas Industriales   | Stade Municipal Amatitlan        | 12 000            | Amatitlán         |
| CSD Galcasa             | Stade inconnu                    | Capacité inconnue | Villa Nueva       |
| CD Jalapa               | Stade Las Flores                 | 15 000            | Jalapa            |
| CSD Municipal           | Stade Mateo Flores               | 30 000            | Guatemala City    |
| CSD Pensamiento         | Stade inconnu                    | Capacité inconnue | Ville inconnue    |
| Juventud Retalteca      | Stade Óscar Monterroso Izaguirre | 8 000             | Retalhuleu        |
| Deportivo Suchitepéquez | Stade Carlos Salazar Hijo        | 12 000            | Mazatenango       |
| Xelaju MC               | Stade Mario Camposeco            | 11 000            | Quetzaltenango    |

## Compétition
La compétition se déroule en trois phases:
- Le phase régulière : vingt-deux journées de championnat.
- La seconde phase : quatorze et douze journées de championnat entre les huit meilleures et les quatre moins bonnes équipes de la phase régulière.
- La finale : si le leader de la phase régulière et de la seconde phase sont différents, les équipes s'affrontent pour désigner le champion de la saison.

### Phase régulière
Lors de la phase régulière les douze équipes affrontent à deux reprises les onze autres équipes selon un calendrier tiré aléatoirement.
Les huit meilleures équipes sont qualifiées pour le groupe des champions et les quatre moins bonnes pour le groupe de relégation.
Le premier est également qualifié pour la finale du championnat en fin de saison.
Le classement est établi sur l'ancien barème de points (victoire à 2 points, match nul à 1, défaite à 0).
Le départage final se fait selon les critères suivants :
- Le nombre de points.
- La différence de buts générale.
- Le nombre de buts marqué.

#### Classement
| Rang | Équipe                  | Pts | J  | G  | N  | P  | Bp | Bc | Diff |
| ---- | ----------------------- | --- | -- | -- | -- | -- | -- | -- | ---- |
| 1    | Deportivo Suchitepéquez | 33  | 22 | 14 | 5  | 3  | 31 | 12 | +19  |
| 2    | Xelaju MC               | 30  | 22 | 12 | 6  | 4  | 30 | 16 | +14  |
| 3    | CSD Comunicaciones T    | 28  | 22 | 9  | 10 | 3  | 32 | 18 | +14  |
| 4    | Aurora FC               | 26  | 22 | 8  | 10 | 4  | 21 | 17 | +4   |
| 5    | CSD Galcasa             | 23  | 22 | 9  | 5  | 8  | 25 | 25 | 0    |
| 6    | Finanzas Industriales   | 21  | 22 | 6  | 9  | 7  | 29 | 30 | -1   |
| 7    | Cobán Imperial          | 20  | 22 | 6  | 8  | 8  | 25 | 25 | 0    |
| 8    | Juventud Retalteca      | 20  | 22 | 6  | 8  | 8  | 20 | 27 | -7   |
| 9    | CSD Municipal           | 17  | 22 | 4  | 9  | 9  | 15 | 21 | -6   |
| 10   | Antigua GFC             | 16  | 22 | 5  | 6  | 11 | 21 | 32 | -11  |
| 11   | CD Jalapa P             | 16  | 22 | 5  | 6  | 11 | 15 | 28 | -13  |
| 12   | CSD Pensamiento         | 14  | 22 | 3  | 8  | 11 | 20 | 33 | -13  |

| Légende : Qualifications et relégations | Légende : Qualifications et relégations     |
| --------------------------------------- | ------------------------------------------- |
|                                         | Qualifié pour le groupe des champions       |
|                                         | Qualifié pour le groupe de relégation       |
|                                         | T Tenant du titre P Promu de la saison 1981 |

### Seconde phase
Lors de la seconde phase les huit équipes du groupe des champions et les quatre équipes du groupe de relégation affrontent à deux et à quatre reprises les autres équipes de leur groupe selon un calendrier tiré aléatoirement.
Le premier du groupe des champions est qualifié pour la finale du championnat.
Le dernier du groupe de relégation est relégué en Primera División de Guatemala.
Le classement est établi sur l'ancien barème de points (victoire à 2 points, match nul à 1, défaite à 0).
Le départage final se fait selon les critères suivants :
- Le nombre de points.
- La différence de buts générale.
- Le nombre de buts marqué.

#### Classement
| Rang | Équipe                  | Pts | J  | G | N | P | Bp | Bc | Diff |
| ---- | ----------------------- | --- | -- | - | - | - | -- | -- | ---- |
| 1    | CSD Comunicaciones T    | 21  | 14 | 8 | 5 | 1 | 20 | 7  | +13  |
| 2    | Aurora FC               | 20  | 14 | 8 | 4 | 2 | 16 | 8  | +8   |
| 3    | Cobán Imperial          | 18  | 14 | 8 | 2 | 4 | 22 | 14 | +8   |
| 4    | Deportivo Suchitepéquez | 14  | 14 | 3 | 8 | 3 | 13 | 14 | -1   |
| 5    | Xelaju MC               | 11  | 14 | 3 | 5 | 6 | 11 | 18 | -7   |
| 6    | Juventud Retalteca      | 10  | 14 | 3 | 4 | 7 | 15 | 23 | -8   |
| 7    | CSD Galcasa             | 9   | 14 | 2 | 5 | 7 | 17 | 23 | -6   |
| 8    | Finanzas Industriales   | 9   | 14 | 2 | 5 | 7 | 12 | 19 | -7   |

| Rang | Équipe          | Pts | J  | G | N | P | Bp | Bc | Diff |
| ---- | --------------- | --- | -- | - | - | - | -- | -- | ---- |
| 9    | Antigua GFC     | 13  | 12 | 4 | 5 | 3 | 11 | 8  | +3   |
| 10   | CD Jalapa P     | 13  | 12 | 5 | 3 | 4 | 13 | 11 | +2   |
| 11   | CSD Municipal   | 11  | 12 | 3 | 5 | 4 | 8  | 10 | -2   |
| 12   | CSD Pensamiento | 11  | 12 | 3 | 5 | 4 | 7  | 10 | -3   |

| Légende : Qualifications et relégations | Légende : Qualifications et relégations                                                                                 |
| --------------------------------------- | --- |
|                                         | Coupe des champions de la CONCACAF 1983 (1er Tour de qualification) Coupe de la Fraternité 1983 (ru) (Phase de groupes) |
|                                         | Coupe de la Fraternité 1983 (ru) (Phase de groupes)                                                                     |
|                                         | Relégué en Primera División de Guatemala                                                                                |
|                                         | T Tenant du titre P Promu de la saison 1981                                                                             |

### Finale
Le vainqueur de la finale est sacré champion du Guatemala. En cas d'égalité sur la somme des deux matchs, une prolongation et une séance de tirs au but ont éventuellement lieu.
| Match aller | Deportivo Suchitepéquez | 1:1 | CSD Comunicaciones | Stade Carlos Salazar Hijo |  |
|             | Buteur inconnu          |     | Buteur inconnu     |                           |  |

| Match retour | CSD Comunicaciones | 1:0 | Deportivo Suchitepéquez | Stade Mateo Flores |
|              | Buteur inconnu     |     |                         |                    |

## Bilan du tournoi
| Championnat du Guatemala de football 1982                |                         |
| Champion                                                 | CSD Comunicaciones      |
| Dauphin                                                  | Aurora FC               |
| Qualifications continentales                             |                         |
| Coupe des champions 1983 (Premier tour de qualification) | CSD Comunicaciones      |
| Coupe des champions 1983 (Premier tour de qualification) | Deportivo Suchitepéquez |
| Coupe de la fraternité 1983 (ru) (Phase de groupes)      | CSD Comunicaciones      |
| Coupe de la fraternité 1983 (ru) (Phase de groupes)      | Deportivo Suchitepéquez |
| Coupe de la fraternité 1983 (ru) (Phase de groupes)      | Aurora FC               |
| Promotions et relégations                                |                         |
| Promus en Liga Nacional de Guatemala                     | Izabal JC (en)          |
| Relégués en Primera División de Guatemala                | CSD Pensamiento         |